# Pokusa (poemat)
Pokusa – poemat Zygmunta Krasińskiego z lat 1836-1837.

## O utworze
Poemat powstał prawdopodobnie w latach 1836-1837. Rok później w maju 1838 był czytany Joannie Bobrowej. Z 1 maja pochodzi dedykacja na autografie poematu, ofiarowująca go Adamowi Potockiemu. Krasiński wydał Pokusę wraz z Nocą letnią w Paryżu w 1841.
Akcja poematu ukazującego losy młodzieńca w stolicy wroga ma charakter autobiograficzny. Krasiński zawarł w utworze własne przemyślenia dotyczące własnych bolesnych doświadczeń. Główną tendencją poematu jest apoteoza polskości, potępienie wszelkich przejawów zdrady i ostrzeżenie młodych Polaków wpadających w pułapki zastawione przez wroga. Utwór niesie zapowiedź zmartwychwstania ojczyzny. Mimo to jedynym wyjściem dla bohatera pozostaje śmierć w obronie zagrożonej godności narodowej.
Treść poematu została zaciemniona manierycznym stylem charakteryzującym się nagromadzeniem ozdobników, dekoracji i pompatycznością tonu. Przyczyną zbłąkania się fantazji i smaku Krasińskiego stało się urzeczenie stylem modnego wówczas pisarza niemieckiego Jeana Paula, którego mieszczańskich treści autor Pokusy jednak nie podzielał.